# Puhó
Puhó (szlovákul Púchov, németül Puchau) város Szlovákiában, a Trencséni kerület Puhói járásának székhelye. Bélagyertyános, Bezdédfalva, Felsőkocskóc, Hadas, Igricke és Vágormos tartozik hozzá.

## Fekvése
Trencséntől 35 km-re északkeletre, a Vág két partján fekszik.

## Nevének eredete
Először 1332-ben említik „Poho” néven. Neve szlovák eredetű, és Puchov = „Puch nevű személy birtoka” értelmű.

## Története
Már az őskorban lakott hely volt, a puhói kultúra lelőhelye. Az első leleteket a 19. században Hoenning báró fedezte fel a puhói szikla környékén. Az itt megtalált régészeti leletekről kapta a nevét az a kultúra, amely az egész Észak-Szlovákia újkőkori településeit meghatározta. Határában az egyik dombon kvád vár is állott.
A mai település keletkezése az 1100 körüli időre tehető, amikor emberek költöztek a puhói szikla alatti mezőre. A települést 1243-ban említik először, amikor IV. Béla király egy Puch nevű férfinak birtokot adományoz itt. 1332-ben a pápai tizedjegyzék „Poho” alakban említi. 1409-ben „Pucho” a neve. A lednici uradalom része volt. A 15. század végétől a 19. század közepéig a Marczibányi család jelentős szerepet játszott Puhó életében. 1598-ban 51 ház állt a városkában.
1628-ban itt telepítette le Rákóczi György és felesége, Lorántffy Zsuzsanna a fehérhegyi csata után ide menekült cseh testvéreket. 1630-ban Comenius is megfordult itt. 1649-ben Puhó III. Ferdinándtól városi jogokat kapott vásártartási joggal. 1720-ban 33 adózó polgára volt, közülük tizen zsellérek. 1728-ban megerősítették és kiterjesztették a város jogait. Kézművesei közül a takácsok voltak a leghíresebbek, akiknek 1761-ben 68 műhelyük működött a városban. A vászonszövés mellett a kékfestés és a fazekasság volt még jelentős. 1784-ben 166 házában 222 családban 1134 lakos élt.
A 18. század végén Vályi András így ír róla: „PUCHO. Pokova. Elegyes, és népes Mezőváros Trentsén Vármegyében, földes Ura Gr. Königszeg, és Marczibányi Uraság, a’ ki nevezetét is viseli, lakosai leginkább katolikusok, fekszik Pucho, és Vág-vizeknek öszve-folyásánál, kies helyen, Illavához egy, és 1/4, Trentsénhez pedig négy kis mértföldnyire. A’ Város 3 részekre osztatik: régi, és új Város; és Marczibányi Uraságnak birtoka; a’ régi Városnak négy útszáji vagynak, mellyeknek közepén áll a’ Szentegyház, holott a’ vásár is tartani szokott. Az új Város kisebb, ’s itten laknak a’ posztószövők, kiknek munkáik a’ pokovai, v. puchovi posztó által eléggé nevezetesek. Az előtt könyvnyomtató ház is vala itten. Két Ispotállya, Harmintzadgya, és Sóháza is vagyon; földgye termékeny, határja nem nagy, piatza hasznos, kézi munkával is keresetre módgyok van, első osztálybéli.”
1809-ben a várost a franciák felégették. 1828-ban 128 háza és 1945 lakosa volt, akik mezőgazdaságból, kézművességből éltek. 1835-ben ismét megerősítették és kiterjesztették a város jogait.
Fényes Elek 1851-ben kiadott geográfiai szótárában így ír a városról: „Puchó, tót m. v., Trencsén vmegyében, a Vágh jobb partján egy kies vidéken. Lakja 1098 kath., 204 ev., 470 zsidó; mind a három felekezetnek van tulajdon szentegyháza. Lakosai igen szorgalmatosok, s vannak köztök számos posztósok, kik a város egy részében külön laknak, s posztóikat egész országban széljel hordják. A puchói cserépedények is emlitést érdemlenek. Továbbá van itt egy Marczibányiakhoz tartozó kastély, 2 ispotály, harminczad, sóház, több urasági épület. Határa nem nagy de hasznos. F. u. egy részének gr. Erdődyné, született Aspermont, más részének pedig Marczibányi család. Országos vásárjai népesek. Ut. p. Trencsén.”
Fejlődésében nagy szerepet játszott a vasút kiépülése a 19. század végén. A trianoni békéig Trencsén vármegye Puhói járásának székhelye volt.
1926-ban lett Puhó része Felsőkocskóc. 1943-ban csatolták hozzá Bélagyertyánost. 1960-ban már Bezdédfalva is a városhoz tartozik. A többi városrészt a 20. század végén csatolták a városhoz. A vásártartási jog megadásának 350. évfordulóján, 1999-ben ismét felújították a város régi vásárait.

## Népessége
| Év:            | 1994.  | 2004.   | 2014.   | 2024.   |
| -------------- | ------ | ------- | ------- | ------- |
| Emberek száma: | 18 913 | 18 675  | 18 036  | 16 781  |
| Eltérés:       |        | -1,25 % | -3,42 % | -6,95 % |

| Év:            | 2023.  | 2024.   |
| -------------- | ------ | ------- |
| Emberek száma: | 16 922 | 16 781  |
| Eltérés:       |        | -0,83 % |

- 1880-ban 1 361 lakosából 986 szlovák, 319 német és 24 magyar anyanyelvű volt.
- 1890-ben 1 420 lakosából 1313 szlovák, 68 magyar és 37 német anyanyelvű volt; ebből 759 római katolikus, 352 izraelita, 299 evangélikus és 10 református vallású volt.
- 1900-ban 1 529 lakosából 1138 szlovák, 240 magyar és 151 német anyanyelvű volt.
- 1910-ben 1 540 lakosából 1035 szlovák, 248 magyar és 238 német anyanyelvű volt. Felsőkocskócon 779 szlovák és 33 magyar anyanyelvű élt.
- 1921-ben 2 572 lakosából 2363 csehszlovák és 17 magyar volt.
- 1930-ban 2 712 lakosából 2458 csehszlovák, 156 zsidó, 37 német, 13 magyar, 4 ruszin, 3 egyéb nemzetiségű és 41 állampolgárság nélküli volt. Bélagyertyánoson 167 csehszlovák, Bezdédfalván 176 csehszlovák élt.
- 1970-ben 9 316 lakosából 9104 szlovák és 9 magyar volt. Vágormoson 624 szlovák, Hadason 394 szlovák, Igrickén 165 szlovák élt.
- 1980-ban 17 554 lakosából 17 268 szlovák és 11 magyar volt.
- 1991-ben 18 311 lakosából 17 924 szlovák és 12 magyar volt.
- 2001-ben 18 833 lakosából 18 340 szlovák és 10 magyar volt.
- 2002-ben 19 200 lakosa volt.
- 2011-ben 18 168 lakosából 16 263 szlovák, 135 cseh, 14-14 magyar és morva, 13 lengyel, 12 orosz, 7 német, 5-5 cigány és ruszin, 2-2 zsidó és bolgár, 1 ukrán, 46 egyéb és 1649 ismeretlen nemzetiségű volt.

## Nevezetességei
- Barokk római katolikus temploma 1940-ben épült a 13. századi templom helyén. Az építéskor meghagyták a régi templomnak a 18. század első harmadában épített barokk hajóját, melyet összeépítettek az új templomépülettel.
- Az evangélikus templom 1880-ban épült. Legbecsesebb értéke az 1643-ban ismeretlen mester által készített reneszánsz oltára.
- Rákóczi-kastély.
- A megyeháza épületét a 18. század végén Marczibányi Imre építtette. Ma ebben működik a városi múzeum.
- Felsőkocskóc római katolikus temploma 1771-ben épült a korábbi templom alapjain.
- A Komensky utcai Szűz Mária kápolnát a Marczibányi család építtette 1746-ban.
- A Trencséni utcai kápolna a 19. században épült.
- Nepomuki Szent Jánosnak a Szabadság téren álló szobra 1733-ban készült barokk stílusban.
- A puhói szikla a városról elnevezett kultúra lelőhelye. A leletek felfedezése Emil Fredrich Johannes Hoenning O´Caroll báró nevéhez fűződik, aki sokáig kutatta a szikla környékét és 1888-ban döntő fontosságú leleteket tárt itt fel. A leletek a korai kőkorszaktól a római korig tartó időszakot ölelték fel és belőlük nemcsak a turócszentmártoni Szlovák Nemzeti Múzeumba, hanem a bécsi és budapesti múzeumokba is jutott. A szikla ma már egészen másképp néz ki, mint a felfedezések idején.

## Híres személyek
- Itt született 1710 novemberében Tessedik Sámuel evangélikus lelkész.
- Itt született 1729-ben Chrastina János evangélikus líceumi tanár.
- Itt született 1793. május 28-án Marczibányi Antal politikus, főispán, a Magyar Tudományos Akadémia igazgatótanácsának tagja.
- Itt született 1855. február 18-án Véber Antal piarista házfőnök, és gimnáziumi igazgató.
- Itt született 1869. december 4-én Braun Salamon rabbi, tanár, író.

- Az egykor önálló, ma a városhoz tartozó Felsőkocskócon született 1895-ben Faragó Ede magyar népművelő, cserkészvezető, országgyűlési képviselő.

## Lásd még
- Bélagyertyános
- Bezdédfalva
- Felsőkocskóc
- Hadas
- Igricke
- Vágormos